# Justin Kohajda
Justin Jean-Louis Kohajda (Luik, 6 februari 1996) is een Belgisch basketballer.

## Carrière
Kohajda speelde in de jeugd van Atlas Jupille en Liège Basket. In het seizoen 2015/16 speelde hij vier wedstrijden mee met de eerste ploeg. Hij ging daarop spelen voor BC Oostende maar speelde voornamelijk voor de opleidingsploeg BC Gistel-Oostende en speelde maar een wedstrijd met de eerste ploeg. Voor het seizoen 2017/18 speelde hij voor Okapi Aalst en op Double-Affiliation voor Royal IV Brussels in de tweede klasse. In het seizoen 2018/19 ging hij spelen voor Limburg United waar hij 23 wedstrijden speelde.
Hij keerde voor het seizoen 2019/20 terug naar Luik en speelde zeventien wedstrijden, hij verliet de club in november 2020. Het seizoen 2020/21 bracht hij grotendeels door bij de Spaanse tweedeklasser Ciudad de Valladolid. Na een seizoen in Spanje keerde hij al terug en ging opnieuw in Luik spelen. Eind november 2022 ging hij spelen voor Brussels Basketball. In de zomer van 2023 verliet hij Brussels en tekende in de Bulgaarse competitie bij BK Shumen. In januari 2025 verliet hij de ploeg.